# Circourt-sur-Mouzon
Circourt-sur-Mouzon è un comune francese di 227 abitanti situato nel dipartimento dei Vosgi nella regione del Grand Est.

## Società

### Evoluzione demografica
Abitanti censiti